# فرانسيسكا هيريرا غاريدو
فرانسيسكا هيريرا غاريدو (بالإسبانية: Francisca Herrera Garrido)‏ هي كاتِبة وشاعرة إسبانية، ولدت في 6 مارس 1869 في لا كورونيا في إسبانيا، وتوفي بنفس المكان في 4 نوفمبر 1950.